# Robert J. Flaherty

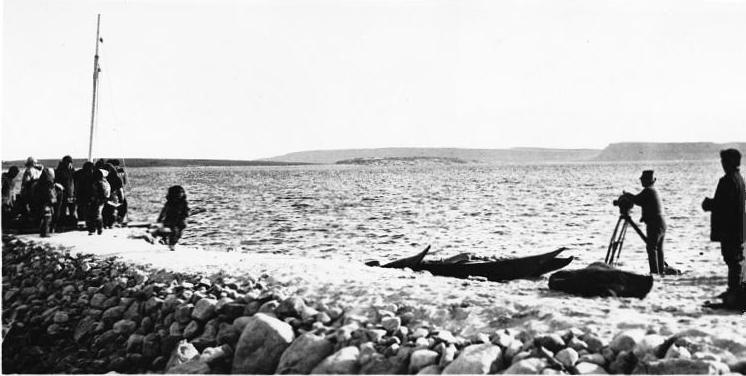
Robert J. Flaherty kręcący film

Robert Joseph Flaherty (ur. 16 lutego 1884 w Iron Mountain, zm. 23 lipca 1951 w Dummerston) – amerykański reżyser-dokumentalista, podróżnik i kartograf. Prekursor, obok Johna Griersona w Anglii i Dzigi Wiertowa w ZSRR, filmu dokumentalnego i etnograficznego.
Flaherty współpracował z przedsiębiorstwami budującymi linie kolejowe i poszukującymi minerałów. Z tego powodu, uczestniczył w wielu wyprawach badawczych. Po raz pierwszy zabrał ze sobą kamerę w 1913.

## Pierwszy film:Nanuk z Północy

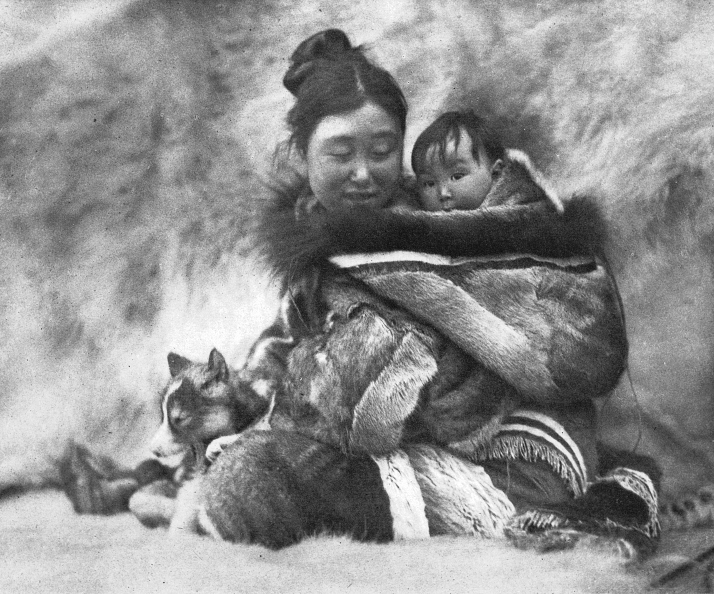
Nanuk z Północy – scena z filmu

Niedługo potem powstał pierwszy film i jeden z pierwszych filmów dokumentalnych w historii: trwający ok. 56 minut Nanuk z Północy, nakręcony na wschodnim wybrzeżu Zatoki Hudsona i przedstawiający zmagających się z naturą tubylców – Innuitów. Celem reżysera i scenarzysty filmu w jednej osobie było uchwycenie życia codziennego tubylców – bohaterem filmu jest mężczyzna o imieniu Nanuk, kamera towarzyszy jemu i jego rodzinie w ich codziennym życiu (najsłynniejszym epizodem filmu jest scena budowania igloo). W czasie długiego pobytu w Arktyce Innuici z klanu Nanuka nadali Flaherty’emu imię Kabloonak co oznacza Biały Człowiek. Film był fabularyzowany, a część wydarzeń (np. polowanie na foki) była reżyserowana, np. Flaherty kazał Nanukowi budować dużo większe niż normalnie igloo, w scenie polowania Inuici używają oszczepów, mimo iż już od dawna polowano za pomocą strzelb. Film wszedł na ekrany kin w 1922 roku i cieszył się dużą popularnością.

## Filmografia
- Nanuk z Północy, 1922
- The Potterymaker, 1925
- Moana, 1926
- The Twenty-Four-Dollar Island, 1927
- Tabu, 1931
- Art of the English Craftsman, 1933
- The English Potter, 1933
- The Glassmakers of England, 1933
- Industrial Britain, 1933
- Człowiek z Aran (Man of Aran), 1934
- Kala Nag, 1937
- The Land, 1942
- Opowieść z Luizjany (Louisiana Story), 1948
- The Titan: Story of Michelangelo, 1950